# Mary Coughlan
Mary Coughlan (Galway, 5 de mayo de 1956) es una cantante y actriz irlandesa, popular por sus apariciones en la televisión y especialmente reconocida por sus aportaciones al jazz en su país.

## Orígenes
Mary Coughlan nació en el Condado de Galway, Irlanda (su padre era un soldado de Donegal). Fue la última de cinco hermanos y soportó una errática juventud. Dejó la escuela de un convento y empezó beber alcohol y tomar drogas a los 15 años. En esta edad pasó un tiempo en un hospital mental. Después de este tiempo en el hospital y una graduación tardía, Coughlan decidió dejar su casa. A mediados de los 70, se traslada a Londres, donde se casa con Fintan Coughlan y tiene tres niños. En 1981, deja a su marido y toma la custodia de sus niños. En 1984, Mary Coughlan vuelve a Irlanda, a su ciudad natal de Galway. A su regreso a Irlanda es cuándo empieza a actuar en público y pronto fue conocida por el productor y músico holandés Erik Visser.

## Carrera musical
Visser, cuya banda Flairck era muy popular en Europa en ese tiempo, ayudó a Coughlan a grabar su primer álbum, Tired and Emotional. Visser se convertiría en su colaborador a largo plazo. El álbum vendió unas inesperadas 100.000 copias en Irlanda, en parte debido a una memorable aparición en The Late Late Show.  En Under the Influence (1987) revive canciones de Peggy Lee, Billie Holiday y Jimmy McCarthy cuyo Ride On, logró el número 5 en las listas de rock irlandesas en 1987. 1988 fue otro año exitoso para Coughlan, que hace su debut como actriz en Altos espíritus de Neil Jordan. A pesar de su éxito, Coughlan perdió su contrato con Warner Group.

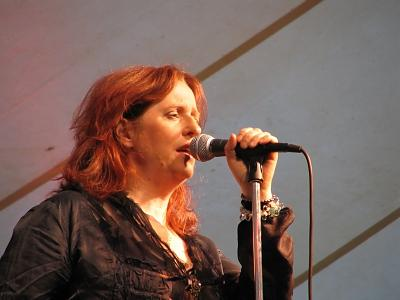
Mary Coughlan, en directo.

En 1990, firmó con East West Records y publicó su tercer álbum Placeres Inciertos, grabado en el Reino Unido y producido por Peter Glenister, director musical anterior de Terence Trent D'Arby. Algunas de las composiciones incluidas son nuevas, firmadas por Mark Nevin (Fairground Atracción) y Bob Geldof, así como versiones de los Rolling Stones' "Mother's Little Helper" y Elvis Presley "Heartbreak Hotel." Después de recibir tratamiento para sus problemas personales, parece como si Coughlan hubiera aterrizado en sus dos pies una vez más. Asesino sentimental (1992) y Amor en Venta (1993) fueron bien recibidos. En 1994, Coughlan participó en el muy popular A Woman's Heart Vol.2, junto con Mary Black y Dolores Keane. Coughlan grabó su primer álbum en vivo, Live en Galway y grabó otro álbum de estudio en 1997, Después de la Caída, el cual era su debut americano .
En junio del 2000, Coughlan dio otra vuelta a su carrera cuándo presentó una serie de elaborados espectáculos multimedia en Dublín y en Londres que celebraban a Billie Holiday, una cantante cuya historia tuvo paralelos con la de la propia Coughlan. Lo mejor de estos espectáculos estuvo recogido en el álbum Mary Coughlan Canta Billie Holiday. Un nuevo álbum de estudio fue publicado el abril siguiente de 2001, titulado Larga luna de miel y otro en 2002, Red Blues. A partir del 2000 publicó algunos álbumes de recopilación y apareció en el RTÉ en el espectáculo Celebrity Farm. En 2008 publica,The House of Ill Repute,sugestiva colección de temas. También ha participado en el álbum de Santuario con Moya Brennan.

## Mujer deshecha[5]
En 2018, Coughlan colaboró con Brokentalkers y Valgeir Sigurðsson, para crear una fusión de teatro, música y danza para repasar su extraordinaria vida y su difícil infancia. Cuenta la historia de una joven que sufrió abuso, adicción y enfermedad mental y cuyo descubrimiento del arte y la música fue su redención.
El estreno tuvo lugar en el Projects Art Center, Dublín, con Mary Coughlan junto al cuarteto femenino Mongoose interpretando una partitura original de Valgeir Sigurðsson que fusiona la música electrónica con instrumentación en vivo y una partitura vocal inquietante. Woman Undone fue nominada en dos categorías para los premios Irish Times Theatre: Mejor sonido para Mary Coughlan, Mongoose y Valgeir Sigurðsson; Mejor coreografía: Eddie Kay

## Vida personal
Después de su éxito en los 80 con Tired and Emotional, Coughlan tuvo problemas en relación con su carrera y acabó por perder su coche, su casa y su contrato con WEA. Como resultado empezó a beber regularmente y fue hospitalizada más de 30 veces. A pesar de éxito menor de su música durante este periodo, el público estaba quizás más interesado en su vida personal. A causa del tratamiento recibido, se recuperó en 1994 y encontró una nueva pareja, Frank Bonadio, con quien tuvo dos hijos más.

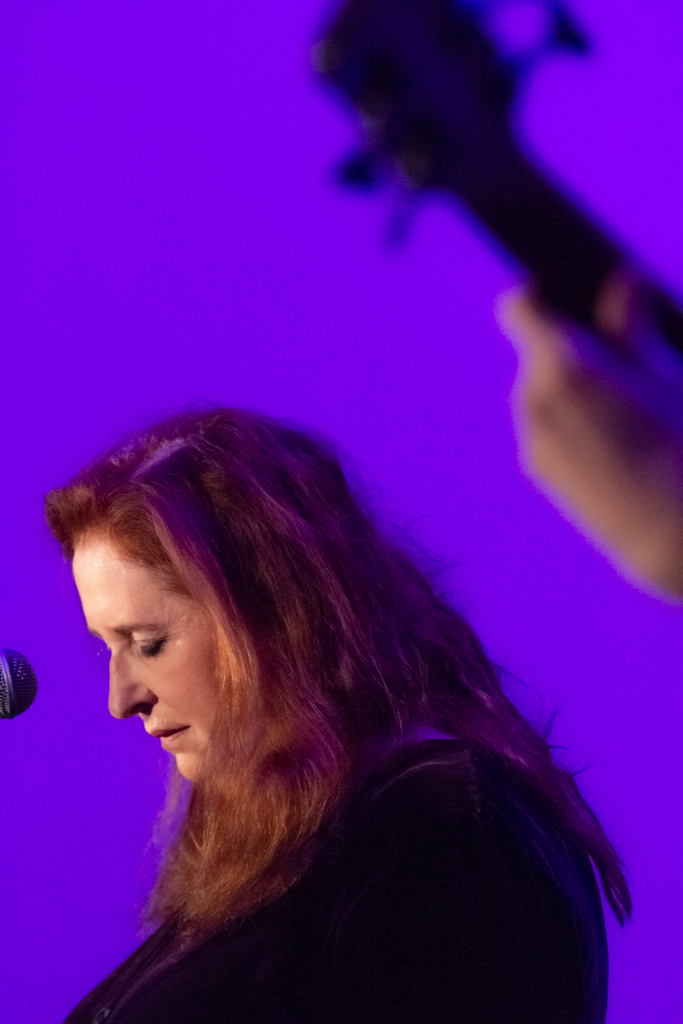
HULL 2019 Mary Coughlan por Simone Rudolphi

## Discografía
- Tired and Emotional, Mystery Records, 1985
- Under the Influence, Mystery Records, 1987
- Uncertain Pleasures, East West 1990
- Sentimental Killer, East West 1992
- Love for Sale, Demon 1993
- Love Me or Leave Me: The Best of Mary Coughlan, Warner Music 1994
- Live in Galway, Big Cat 1995
- After the Fall, Big Cat/V2 1997
- Long Honeymoon, Evangeline 1999
- Mary Coughlan Sings Billie Holiday, Evangeline 2000
- Red Blues, Cadiz/Pinnacle, 2002
- Live at the Basement, Hail Mary Records, 2003
- The Best, Hail Mary Records, 2004
- The House of Ill Repute, Rubyworks, 2008
- The Whole Affair – The Very Best of, Hail Mary Records 2012
- Scars on the Calendar, Hail Mary Records 2015
- Santuario, Varios Artistas, Independientes 2008
- Emociones, Varios Artistas, Club de Disco Compacto 2006

- Live & Kicking (Hail Mary Records, 2018)
- Life Stories (Hail Mary Records, 2020)